# O Homem da Meia-Noite
O Clube Carnavalesco de Alegoria e Crítica O Homem da Meia-Noite é um bloco carnavalesco, uma troça e uma das mais antigas agremiações a circular nas ladeiras do Sítio Histórico de Olinda, conhecido pelo boneco gigante do Carnaval de Olinda.
A sede do bloco ficava na Rua do Amparo, nº 31. Atualmente localiza-se em frente à Igreja de Nossa Senhora do Rosário dos Homens Pretos, no Bairro do Bonsucesso, no sitio histórico de Olinda (8° 0' 38" S 34° 51' 10" O).

## História
O bloco foi criado em 2 de fevereiro de 1931 pelo pintor de paredes Luciano Anacleto de Queiroz; Benedito Bernardino da Silva; o carpinteiro Sebastião da Silva; os encadernadores Cosme José dos Santos e Heliodoro Pereira da Silva, e o sapateiro Manoel Joaquim dos Santos (Neco Monstro). Seu hino, tanto a letra quanto a música, são de autoria do mestre Bernardino da Silva. Surgiu como uma dissidência da Troça Carnavalesca Mista Cariri Olindense por não participarem da chapa oficial da diretoria do Cariri. Para desbancar o Cariri, que até então abria o carnaval de Olinda, o Homem saiu na meia noite do sábado de Zé Pereira e o domingo de rei Momo. Desde então o bloco abre o carnaval de Olinda, e tendo reconciliado-se com o Cariri Olindense, entrega-lhe as chaves da cidade após o seu desfile horas depois.
Em 1931 e 1932 a troça não contou com alegorias, apenas com o seu estandarte, bordado com um relógio marcando doze horas, e o boneco gigante. Desfilou sem interrupções até 1949, mas devido principalmente a problemas financeiros não desfilou de 1950 a 1953, retornando em 1954 com destinação de recursos da prefeitura.
O Homem da Meia Noite é Patrimônio Vivo de Pernambuco desde 2006.

## O Calunga

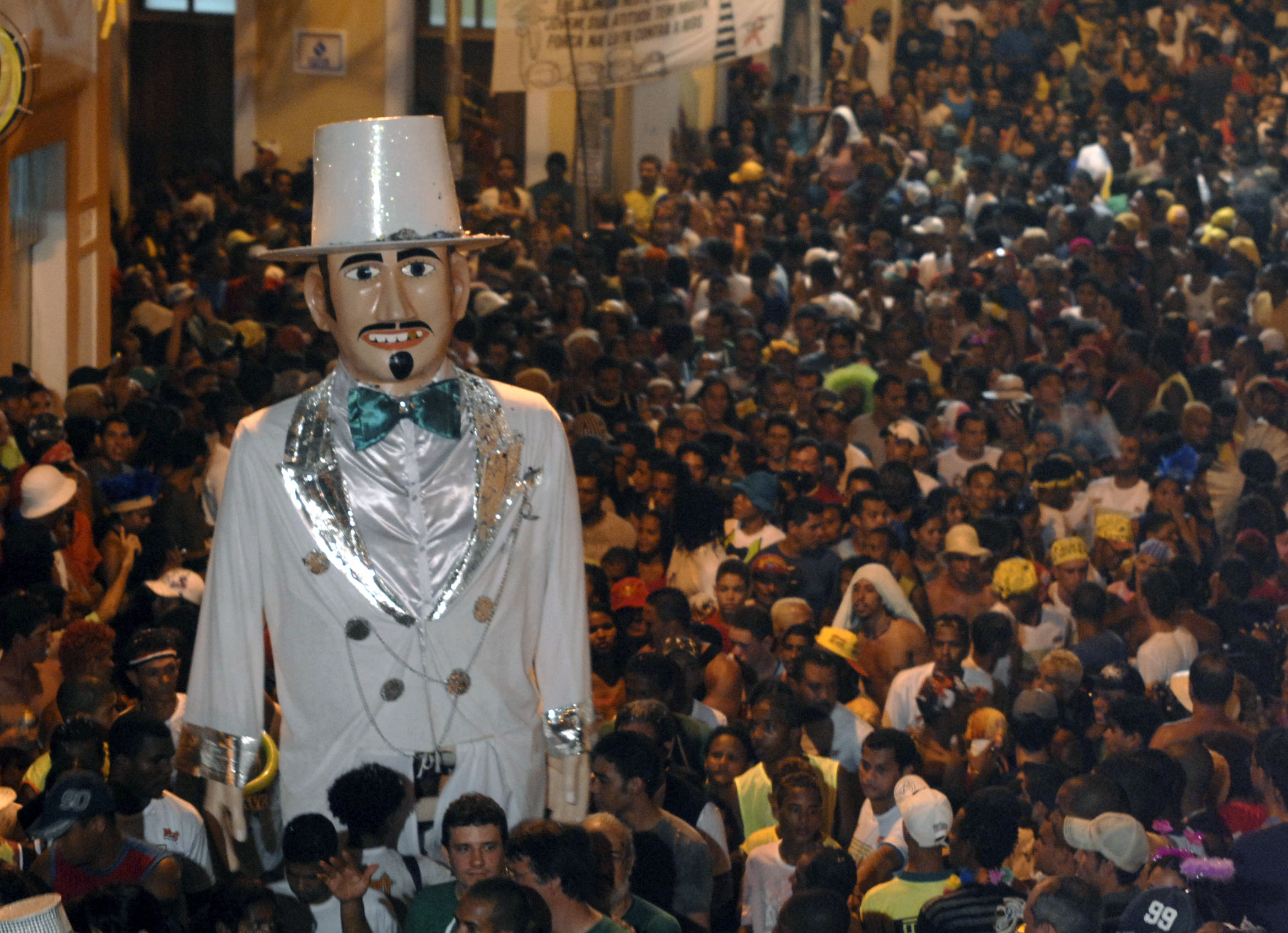
O Homem da Meia-Noite

O Calunga d'O homem da Meia-Noite é um dos bonecos de Olinda mais antigos. Foi criado por Benedito Bernardino da Silva, marceneiro e entalhador e pelo pintor de paredes Luciano Anacleto de Queiroz. Conta-se que Luciano, um apaixonado pela sétima arte, foi ao cinema assistir o filme “O ladrão da meia-noite”, que conta a história de um ladrão de classe, que saía de um relógio sempre à meia-noite, cada dia de um lugar diferente, causando pânico na cidade. Impressionado com o personagem do filme, Anacleto resolveu homenageá-lo ao criar o Homem da Meia Noite.
Tem um sorriso com um dente de ouro, traja um terno verde ou um branco e uma cartola preta ou uma branca. Carrega no braço um relógio que sempre marca o horário da meia-noite. Pesa quase 50 quilos, com 3,50 m de altura.
O Homem da Meia-Noite é uma espécie de calunga, um personagem místico do candomblé, presente no maracatu nação ou de baque virado.
Durante 57 anos, O Homem da Meia-Noite foi carregado pela mesma pessoa, o bonequeiro Cidinho, que suportava o peso de quase 50 quilos e o o calor no interior da roupa de gigante, na qual a temperatura vai além dos 40°C. Desde 1989, esse posto foi assumido por Pedro Garrido.

## Família

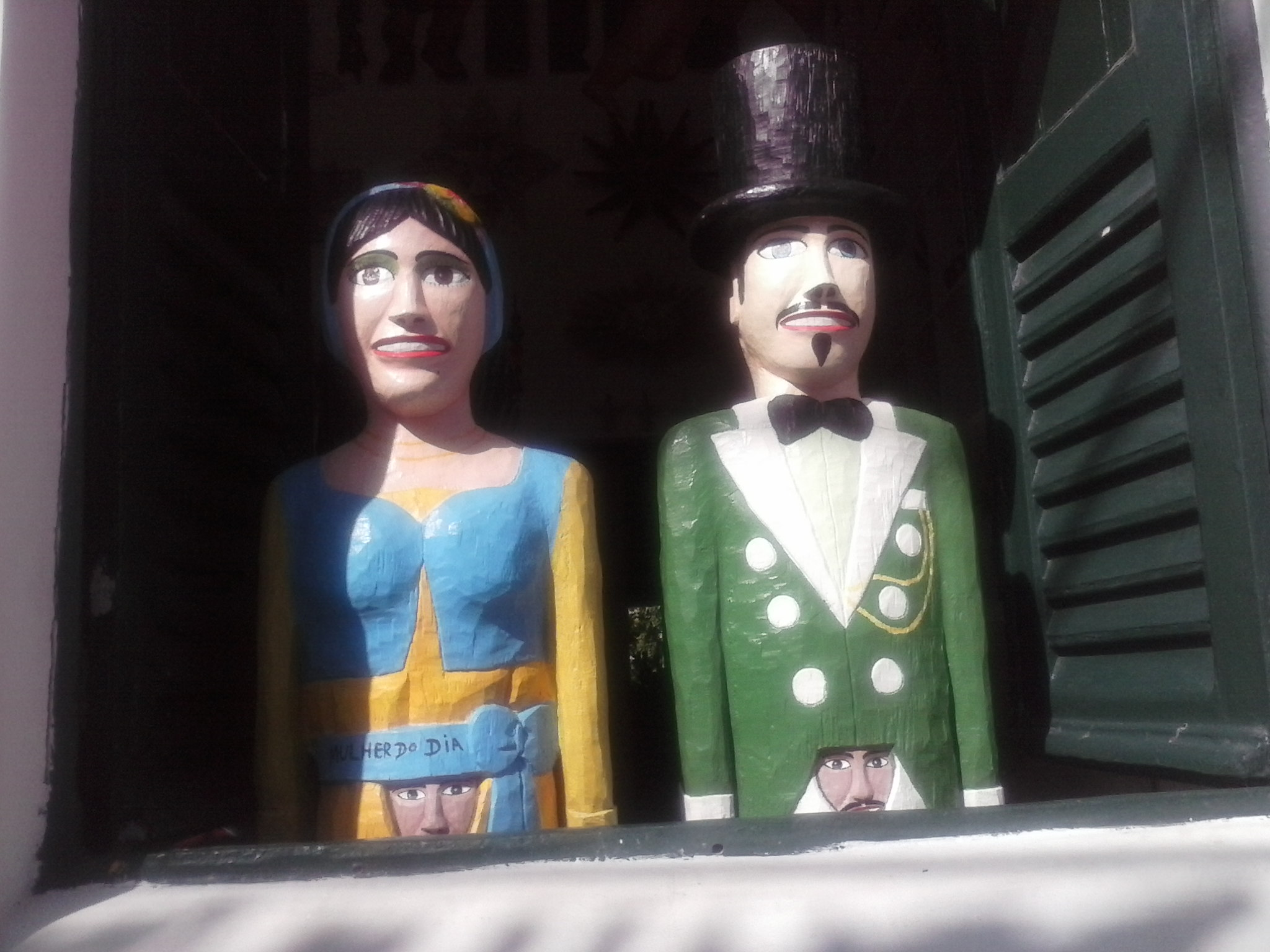
A Mulher do dia e O Homem da Meia-Noite

Ao longo do tempo, foram criados outros bonecos associados ao Homem da Meia-Noite.
A Mulher do Dia surgiu em 1967 para lhe fazer companhia, mas como desfila de dia no domingo de Momo, nunca o encontra, a não ser quando todos os bonecos saem juntos. Criada pelo artesão Julião das Máscaras a pedido de Rodolfo Medeiros e Luiz José dos Santos, inspirada na Monalisa, possui cabelos negros compridos, sorriso com dente dourado e vestidos em cores amarelas e azul, em homenagem a Iemanjá e Oxum. O Homem da Meia Noite e a Mulher do Dia casaram "oficialmente" em uma cerimônia em 1990.
Do seu "casamento" surgiu em 1974 O Menino da Tarde. Também foi criado por Julião das Máscaras, a pedido de Ernane Lopes e Odival Olbino, mesmo sendo criança, já vem vestido como adulto.
Posteriormente, em 1977, surgiu A Menina da Tarde. Confeccionada por Sílvio Botelho por sugestão de Dalma Soares, é uma boneca muito vaidosa que sempre sai no carnaval com uma roupa nova.